# محمد أحمد عسل
محمد أحمد عسل هو شاعر مصري ولد سنة 1318 هـ الموافق ل1900م في بلدة العصلوجي (محافظة الشرقية - شرقي الدلتا بمصر) - وتوفي سنة 1384 هـ الموافق ل1964م في مدينة طنطا (محافظة الغربية).
عاش في مصر، وعمل بالسودان.
التحق بداية بالكتاب، ثم بالتعليم الأولي والابتدائي فالتوجيهي حتى حصل على شهادة البكالوريا متخصصًا في هندسة المساحة من معهد الزقازيق.
عمل مهندسًا في المساحة وظل يتنقل بين مدن الدلتا، كما عمل عدة أعوام في السودان، ثم عاد إلى مصر، وأخذ يترقى في وظيفته حتى توفي 1964.

## الإنتاج الشعري
- نشرت له جريدة الإصلاح عددًا من القصائد منها: «نحو فلسطين» - 19/1/1948، و«الإمبراطورة فوزية» - 23/2/1948، و«تهنئة برتبة الباشوية» - 15/3/1948، وله زجل بعنوان: «نصيحة في أذن الشبان» - جريدة الكمال (كانت تصدر بمدينة طنطا) العدد (44) - 13/12/1923، وقصيدة: تحية الملك (عبد العزيز آل سعود) - جريدة أم القرى السعودية - 18/6/1937.
شاعر مناسبات، ما أتيح من شعره يدور حول قضايا أمته العربية خاصة الصراع في فلسطين، وله شعر يدعو فيه إلى وحدة العرب، ويشيد بشجاعة الشهداء الذين يلقون الموت - في سبيل حرية أوطانهم - مبتسمين، وكتب في المناسبات والتهاني، كما كتب في مدح الأميرة فوزية، وأخيها الملك فاروق، والأسرة العلوية التي كانت تحكم مصر آنذاك، وله شعر في مدح الملك عبد العزيز آل سعود. كتب الزجل باللهجة العامية إلى جانب الفصحى. تتسم لغته بالمرونة، مع ميلها إلى التعبير المباشر، وخياله قريب المنال. التزم الوزن والقافية فيما أتيح له من الشعر.
مصادر الدراسة:
1. لقاء أجراه الباحث إسماعيل عمر مع أحفاد المترجم له - القاهرة 2005.

## القصائد
-رحيق الهوى
-نحو فلسطين
```

```